# 보호림
보호림(protection forest)은 낙석, 눈사태, 침식, 산사태, 토석류, 홍수 등 자연재해가 산악 지역의 사람과 자산에 미치는 영향을 완화하거나 예방하는 숲이다. 보호림은 일반적으로 위험 가능성(예: 불안정한 암석 절벽 또는 눈사태 방출 구역)과 위험에 처해 있거나 노출된 자산 사이의 경사 지역을 포함한다. 알프스산맥에서 보호림은 점점 더 자연 재해에 대한 공학적 완화 조치와 동일한 것으로 간주되고 있다. 이들의 유지 기능도 토양을 보호하고 토양이 침식되거나 날아가는 것을 방지하는 것이 목적이다.

## 같이 보기
- 자연보전지역